# Francisco Javier Aguilar
Francisco Javier Aguilar García (Santander, 26 marzo 1949 – Madrid, 11 maggio 2020) è stato un calciatore spagnolo, di ruolo attaccante.

## Carriera

### Club
Giocò nella massima serie spagnola con Real Madrid e Sporting Gijón.

### Nazionale
Dal 1971 al 1973 giocò 3 partite con la nazionale spagnola.

## Palmarès

### Club

#### Competizioni nazionali
- Tercera División (Spagna): 1

Racing Santander: 1969-1970
- Campionato spagnolo: 5

Real Madrid: 1971-1972, 1974-1975, 1975-1976, 1977-1978, 1978-1979
- Coppa di Spagna: 2

Real Madrid: 1973-1974, 1974-1975